# 格迈纳尔职业技术学校
格迈纳尔职业技术学校位于中国东北部，黑龙江省齐齐哈尔市，于1996年建立。主要有两个学习目标：一方面是自然科学和实用学习比如手工艺等；另一方面是语言教育，主要是学习英语。它以奥地利慈善家和建立者格迈纳尔（Hermann Gmeiner）命名的。
这是一所以西方模型的私立学校。但是主要目地是强调社会价值，因为它是和齐齐哈尔SOS儿童村一起管理的，让本地的少年有免费教育的机会。这所学校教学由齐齐哈尔大学管理。